# Svatý kámen (Hvězdná brána)
Svatý kámen je 14. epizoda 2. řady sci-fi seriálu Hvězdná brána.

## Děj
SG-1 přichází na planetu Madrona, kde zamýšlejí studovat zařízení nazývané Svatý kámen. Toto zařízení ovládá počasí na planetě. Jakmile SG-1 dorazí na planetu, jsou obviněni Madroňany z krádeže artefaktu. Madroňané tvrdí, že lidé oblečeni v uniformách SGC ukradli zařízení. Bez artefaktu nelze ovládat počasí na Madroně a Madrona bude zničena blížící se bouří. SG-1 Madroňaům slíbí, že artefakt vypátrají.
Po návratu na zemi, SG-1 informuje generála Hammonda. Po kontrole počítačů na základně, objevuje kapitán Samantha Carterová, že byla použita druhá pozemská Hvězdná brána, ale ne ta z SGC. Carterová vysvětluje, že brána byla použita v přesném okamžiku aktivace brány v SGC, aby nedošlo k odhalení. Daniel Jackson má také podezření, protože si všímá neobvyklých změn počasí v celé Americe a uvědomí si, že příčinou musí být Svatý kámen.
Po neúspěšných pokusech kontaktovat Prezidenta Spojených států, začíná Hammond věřit, že někdo řídí Prezidentův rozvrh, aby nebyl k zastižení. Carterová provedla měření pomocí satelitů a potvrzuje umístění druhé Hvězdné brány v Nevadě. Hammond pak odhaluje to, že plukovník Harry Maybourne byl právě přemístěn do Oblasti 51, umístěné v Nevadě.
SG-1 odchází do Oblasti 51 pod záminkou doručení tajných dokumentů. Přivítá je major Albert Reynolds, který je provází komplexem. Během prohlídky jsou SG-1 konfrontováni s Maybournem, který tvrdí, že druhá brána je stále v oblasti. SG-1 se jde přesvědčit a zjistí, že druhá brána byla nahrazena replikou.
Dr. Daniel Jackson a plukovník Jack O'Neill se vrací na Madronu, aby přetížili bránu a vyvolali tak spojení s druhou pozemskou bránou. Jackson s O'Neillem posílají skrze bránu MALP. V SGC teď mohou pomocí satelitů zjistit, že druhá brána je umístěna někde v jižním Utahu.
Hammond má ještě jeden kontakt, a to Bernieho Whitlowa, který mu dluží laskavost. Hammond se od něj dozvídá, že dostal žádost o povolení přistání letadla C-5 Galaxy na letiště námořní rozvědky v Utahu. C-5 je dost velké letadlo na to, aby mohlo přepravovat Hvězdnou bránu.
SG-1 přichází na letiště, kde najdou druhou bránu. Získají zpět Svatý kámen, ale čtyři muži proskočí bránou před tím než se SG-1 může dozvědět adresu cíle.
SG-1 vrací Svatý kámen na Madronu, kde lidé stáli před smrtelnou zimní bouří. Díky návratu artefaktu je počasí změněno a Madroňané jsou zachráněni.
Druhá Hvězdná brána je přemístěna, tentokrát pod kontrolu SGC, kde je na ní instalovaná Iris. Brána bude nepřetržitě hlídána vojáky pod Hammondovým velením.